# Virus: Extreme Contamination
Virus: Extreme Contamination è un film del 2016 diretto da Domiziano Cristopharo. La sceneggiatura è stata scritta da Antonio Tentori ed è liberamente tratta dal racconto Il colore venuto dallo spazio di Howard Phillips Lovecraft.

## Trama
Mattia è un ricercatore italiano che viene inviato in Kosovo, sulle tracce di Ammi, l'unica persona che sembra conoscere l'ubicazione di un campo base costruito attorno a un misterioso meteorite. Tutto ciò che entra in contatto con i batteri diffusi dal corpo spaziale viene infettato, aprendo la sua visione verso nuove, temibili dimensioni.

## Produzione
La pellicola, che vede la partecipazione della showgirl Paola Barale in veste di attrice, è una coproduzione fra Germania Vilson Spaqi, Italia Filmon Aggujaro e Kosovo SB Kosova. Una sequenza venne girata in Italia, all'interno del Palazzo Roverella di Ferrara
Il budget del film è stato di 400000 € ed è stato girato nei pressi di Prizren in Kosovo.

### Cast
Il cast è composto da attori di diversa nazionalità tra i quali il kosovaro Halil Budakova, l'italiano Michael Segal (Wrath of the Crows), l'albanese Rimi Beqiri (Rex e Un passo dal cielo) e l'italiana Paola Barale.

## Distribuzione
La prima internazionale del film è avvenuta il 30 maggio 2016 presso il cinema Kino ABC di Pristina.